# Elección al Senado de los Estados Unidos en Pensilvania de 2024
Las elecciones al Senado de los Estados Unidos de 2024 en Pensilvania se llevaron a cabo el 5 de noviembre de 2024 para elegir a un miembro del Senado de los Estados Unidos por el estado de Pensilvania. El actual senador demócrata de tres mandatos Bob Casey Jr. fue reelegido con el 55,7% de los votos en 2018 y ha expresado interés para postularse para otro mandato.